# 진보주의 (교육)
교육학에서 진보주의는 아동의 흥미와 개성을 중시하는 교육철학이다. 영국의 경험론과 공리주의 및 다윈의 진화론과의 결합에 의하여 이루어진 실용주의에 기반을 두고, 전인적(全人的) 인간육성을 목표로 하고 있다. 진보주의 교육에서는 다음과 같은 방법 등을 사용한다.
1. 집단적 활동으로서의 회의·협의·계획·참여 등 사회화의 방법
2. 지적 경험·실제적 경험·사회적 경험·미적 경험·정의적 경험 등 다방면의 경험적 방법
3. 지식·이해·기능·태도·흥미 등의 종합적 학습방법의 중시
4. 자주적·능동적인 학습을 위해 아동 자신이 문제를 선택·계획하고, 실행·평가하는 문제법·구안법(構案法)

## 학자

### 듀이
존 듀이(John Dewey, 1859-1952)는 미국의 철학자·심리학자·교육학자이다. 미네소타·미시건 대학 철학교수를 역임하고, 1894년 시카고 대학에서 철학·심리학·교육학을 합친 학부의 장(長)이 되었다. 1905년에는 컬럼비아 대학에서 철학·교육학과의 교수가 되어 <민주주의와 교육>을 비롯한 많은 저서를 내었다. 그에 의하면 교육은 장래 생활을 위한 준비가 아니요, 생활 그 자체로서 생의 시초부터 종말까지 계속되는 생활과정 그 자체이며, ① 아동의 매일매일의 생활을 통한 성장이고, ② 아동의 생활경험이 계속적으로 재구성되는 과정이었다. 교육목적도 교육은 생활의 과정이지 성인생활의 준비가 아니기 때문에 교육과정 그 자체를 관찰하면서, 교사의 논리적·체계적 설명보다는 아동 스스로 주체가 되어 자발적 학습으로 지식과 태도를 종합적으로 획득하는 방법을 장려한다.

## 같이 보기
- 진보주의